# Tilsit (queijo)

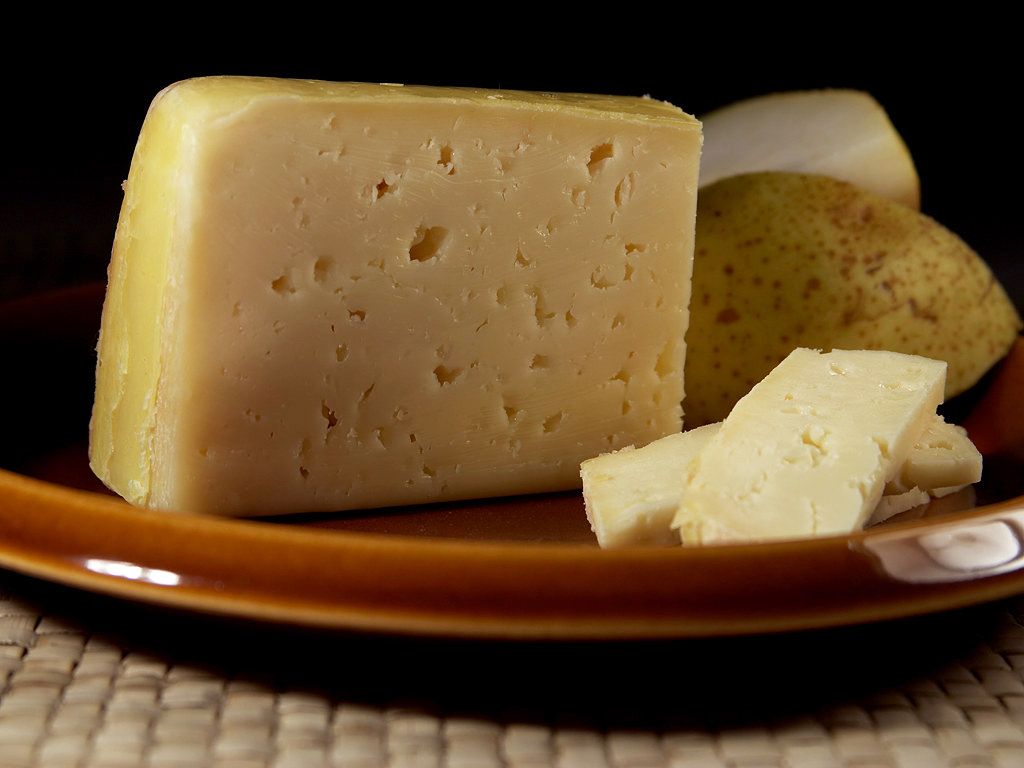
Queijo Tilsit

O queijo Tilsit é de origem alemã, da cidade prussiana de Tilsit, e tem algumas similaridades com os queijos holandeses semiduros e de massa lavada, introduzidos por imigrantes no século XIX. Sua textura é aberta, sua massa amarela, com pequenas olhaduras, seu sabor é suave, puxado ao sabor das sementes de alcaravia Kümmel, em alemão) que são adicionadas a sua massa.
Em geral é produzido em formas cilíndridas de 1,5 a 2 kg.